# Gran Premio di superbike di Silverstone 2010
Il Gran Premio di Superbike di Silverstone 2010 è stata la decima prova su tredici del campionato mondiale Superbike 2010, è stato disputato il 1 agosto sul circuito di Silverstone e in gara 1 ha visto la vittoria di Cal Crutchlow davanti a Jonathan Rea e Leon Haslam, lo stesso pilota si è ripetuto anche in gara 2, davanti a Jonathan Rea e Leon Camier.
La vittoria nella gara valevole per il campionato mondiale Supersport 2010 è stata ottenuta da Eugene Laverty.

#### Arrivati al traguardo

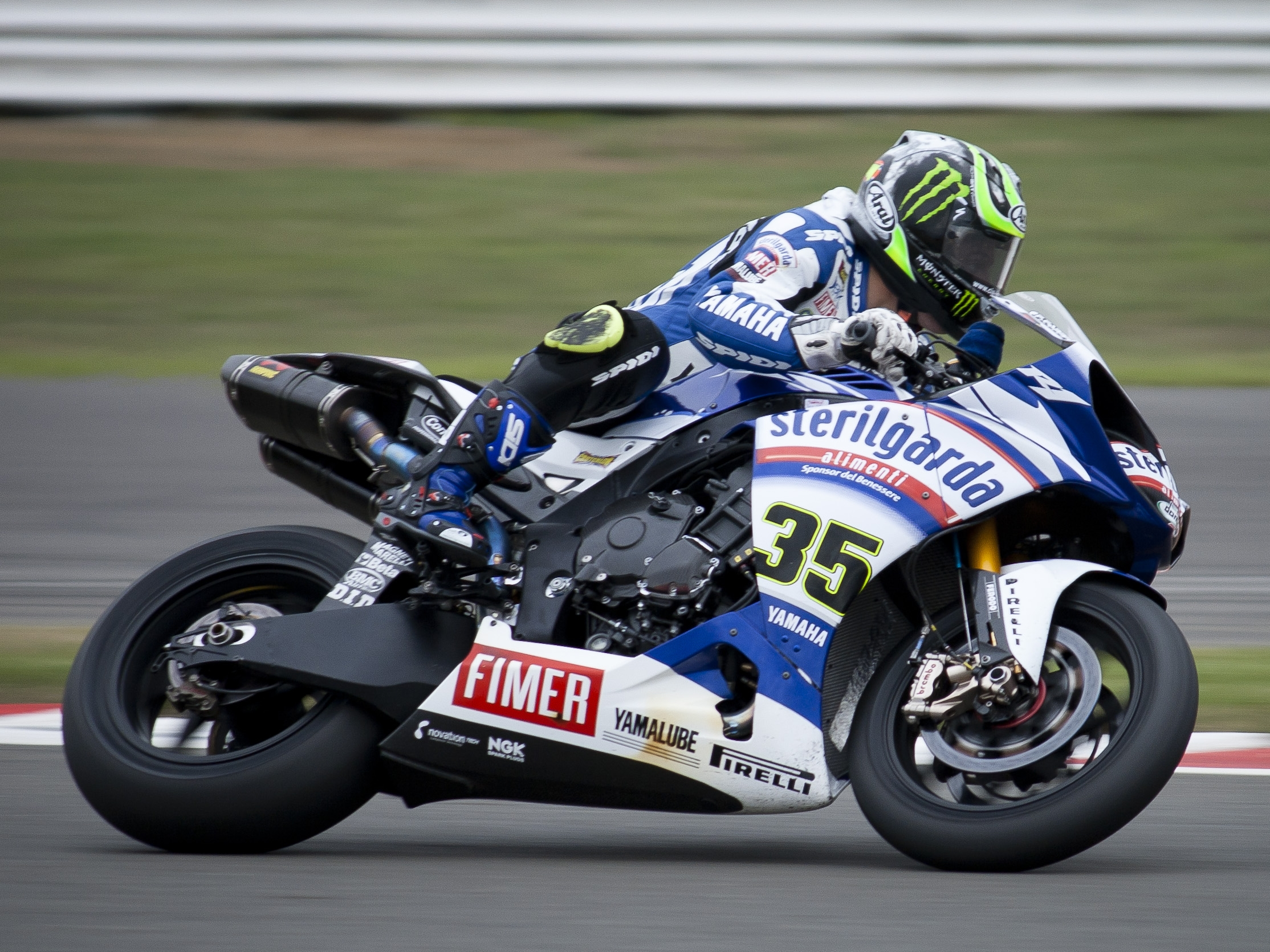
Cal Crutchlow, vincitore di entrambe le gare

## Risultati

### Gara 1

#### Arrivati al traguardo[4]
| Pos. | Nº  | Pilota           | Squadra                  | Motocicletta         | Giri | Tempo     | Griglia | Punti |
| ---- | --- | ---------------- | ------------------------ | -------------------- | ---- | --------- | ------- | ----- |
| 1º   | 35  | Cal Crutchlow    | Yamaha Sterilgarda       | Yamaha YZF R1        | 18   | 37:47.851 | 1º      | 25    |
| 2º   | 65  | Jonathan Rea     | HANNspree Ten Kate Honda | Honda CBR1000RR      | 18   | +0:01.621 | 2º      | 20    |
| 3º   | 91  | Leon Haslam      | Suzuki Alstare           | Suzuki GSX-R1000     | 18   | +0:11.433 | 5º      | 16    |
| 4º   | 84  | Michel Fabrizio  | Ducati Xerox             | Ducati 1098R         | 18   | +0:15.874 | 3º      | 13    |
| 5º   | 3   | Max Biaggi       | Aprilia Alitalia Racing  | Aprilia RSV4 Factory | 18   | +0:17.085 | 6º      | 11    |
| 6º   | 2   | Leon Camier      | Aprilia Alitalia Racing  | Aprilia RSV4 Factory | 18   | +0:17.532 | 16º     | 10    |
| 7º   | 7   | Carlos Checa     | Althea Racing            | Ducati 1098R         | 18   | +0:18.250 | 10º     | 9     |
| 8º   | 52  | James Toseland   | Yamaha Sterilgarda       | Yamaha YZF R1        | 18   | +0:18.938 | 12º     | 8     |
| 9º   | 67  | Shane Byrne      | Althea Racing            | Ducati 1098R         | 18   | +0:22.997 | 9º      | 7     |
| 10º  | 11  | Troy Corser      | BMW Motorrad Motorsport  | BMW S1000 RR         | 18   | +0:25.830 | 7º      | 6     |
| 11º  | 76  | Max Neukirchner  | HANNspree Ten Kate Honda | Honda CBR1000RR      | 18   | +0:30.972 | 18º     | 5     |
| 12º  | 50  | Sylvain Guintoli | Suzuki Alstare           | Suzuki GSX-R1000     | 18   | +0:31.808 | 11º     | 4     |
| 13º  | 96  | Jakub Smrž       | PATA B&G Racing          | Aprilia RSV4 Factory | 18   | +0:32.193 | 4º      | 3     |
| 14º  | 41  | Noriyuki Haga    | Ducati Xerox             | Ducati 1098R         | 18   | +0:33.206 | 15º     | 2     |
| 15º  | 57  | Lorenzo Lanzi    | DFX Corse                | Ducati 1098R         | 18   | +0:34.207 | 14º     | 1     |
| 16º  | 25  | Joshua Brookes   | HM Plant Honda           | Honda CBR1000RR      | 18   | +0:35.939 | 17º     |       |
| 17º  | 111 | Rubén Xaus       | BMW Motorrad Motorsport  | BMW S1000 RR         | 18   | +0:38.282 | 8º      |       |
| 18º  | 66  | Tom Sykes        | Kawasaki Racing          | Kawasaki ZX 10R      | 18   | +0:39.923 | 13º     |       |
| 19º  | 87  | Akira Yanagawa   | Kawasaki Racing          | Kawasaki ZX 10R      | 18   | +1:21.620 | 25º     |       |
| 20º  | 46  | Tommy Bridewell  | TYCO Racing              | Honda CBR1000RR      | 18   | +1:21.678 | 24º     |       |
| 21º  | 8   | Ryūichi Kiyonari | HM Plant Honda           | Honda CBR1000RR      | 18   | +1:21.793 | 22º     |       |

#### Ritirati
| Nº | Pilota           | Squadra        | Motocicletta    | Giri | Griglia |
| -- | ---------------- | -------------- | --------------- | ---- | ------- |
| 15 | Matteo Baiocco   | Team Pedercini | Kawasaki ZX 10R | 13   | 23º     |
| 95 | Roger Lee Hayden | Team Pedercini | Kawasaki ZX 10R | 0    | 21º     |
| 23 | Broc Parkes      | ECHO CRS Honda | Honda CBR1000RR | 0    | 19º     |

### Gara 2

#### Arrivati al traguardo[5]
| Pos. | Nº  | Pilota           | Squadra                  | Motocicletta         | Giri | Tempo     | Griglia | Punti |
| ---- | --- | ---------------- | ------------------------ | -------------------- | ---- | --------- | ------- | ----- |
| 1º   | 35  | Cal Crutchlow    | Yamaha Sterilgarda       | Yamaha YZF R1        | 18   | 37:48.348 | 1º      | 25    |
| 2º   | 65  | Jonathan Rea     | HANNspree Ten Kate Honda | Honda CBR1000RR      | 18   | +0:02.070 | 2º      | 20    |
| 3º   | 2   | Leon Camier      | Aprilia Alitalia Racing  | Aprilia RSV4 Factory | 18   | +0:08.834 | 16º     | 16    |
| 4º   | 91  | Leon Haslam      | Suzuki Alstare           | Suzuki GSX-R1000     | 18   | +0:13.232 | 5º      | 13    |
| 5º   | 52  | James Toseland   | Yamaha Sterilgarda       | Yamaha YZF R1        | 18   | +0:13.258 | 12º     | 11    |
| 6º   | 3   | Max Biaggi       | Aprilia Alitalia Racing  | Aprilia RSV4 Factory | 18   | +0:13.568 | 6º      | 10    |
| 7º   | 50  | Sylvain Guintoli | Suzuki Alstare           | Suzuki GSX-R1000     | 18   | +0:13.963 | 11º     | 9     |
| 8º   | 67  | Shane Byrne      | Althea Racing            | Ducati 1098R         | 18   | +0:14.432 | 9º      | 8     |
| 9º   | 96  | Jakub Smrž       | PATA B&G Racing          | Aprilia RSV4 Factory | 18   | +0:16.399 | 4º      | 7     |
| 10º  | 7   | Carlos Checa     | Althea Racing            | Ducati 1098R         | 18   | +0:19.874 | 10º     | 6     |
| 11º  | 111 | Rubén Xaus       | BMW Motorrad Motorsport  | BMW S1000 RR         | 18   | +0:26.268 | 8º      | 5     |
| 12º  | 25  | Joshua Brookes   | HM Plant Honda           | Honda CBR1000RR      | 18   | +0:28.003 | 17º     | 4     |
| 13º  | 41  | Noriyuki Haga    | Ducati Xerox             | Ducati 1098R         | 18   | +0:28.550 | 15º     | 3     |
| 14º  | 66  | Tom Sykes        | Kawasaki Racing          | Kawasaki ZX 10R      | 18   | +0:30.117 | 13º     | 2     |
| 15º  | 57  | Lorenzo Lanzi    | DFX Corse                | Ducati 1098R         | 18   | +0:30.415 | 14º     | 1     |
| 16º  | 8   | Ryūichi Kiyonari | HM Plant Honda           | Honda CBR1000RR      | 18   | +0:58.607 | 22º     |       |
| 17º  | 95  | Roger Lee Hayden | Team Pedercini           | Kawasaki ZX 10R      | 18   | +1:03.157 | 21º     |       |
| 18º  | 46  | Tommy Bridewell  | TYCO Racing              | Honda CBR1000RR      | 18   | +1:03.298 | 24º     |       |
| 19º  | 87  | Akira Yanagawa   | Kawasaki Racing          | Kawasaki ZX 10R      | 18   | +1:20.285 | 25º     |       |
| 20º  | 15  | Matteo Baiocco   | Team Pedercini           | Kawasaki ZX 10R      | 18   | +1:20.419 | 23º     |       |

#### Ritirati
| Nº | Pilota          | Squadra                  | Motocicletta    | Giri | Griglia |
| -- | --------------- | ------------------------ | --------------- | ---- | ------- |
| 84 | Michel Fabrizio | Ducati Xerox             | Ducati 1098R    | 14   | 3º      |
| 23 | Broc Parkes     | ECHO CRS Honda           | Honda CBR1000RR | 7    | 19º     |
| 76 | Max Neukirchner | HANNspree Ten Kate Honda | Honda CBR1000RR | 6    | 18º     |
| 11 | Troy Corser     | BMW Motorrad Motorsport  | BMW S1000 RR    | 1    | 7º      |

### Supersport

#### Arrivati al traguardo[3]
| Pos. | Nº  | Pilota             | Squadra                  | Motocicletta        | Giri | Tempo     | Griglia | Punti |
| ---- | --- | ------------------ | ------------------------ | ------------------- | ---- | --------- | ------- | ----- |
| 1º   | 50  | Eugene Laverty     | Parkalgar Honda          | Honda CBR600RR      | 16   | 34:35.068 | 1º      | 25    |
| 2º   | 54  | Kenan Sofuoğlu     | HANNspree Ten Kate Honda | Honda CBR600RR      | 16   | + 0.220   | 2º      | 20    |
| 3º   | 4   | Gino Rea           | Intermoto Czech          | Honda CBR600RR      | 16   | + 12.451  | 6º      | 16    |
| 4º   | 7   | Chaz Davies        | ParkinGO Triumph BE1     | Triumph Daytona 675 | 16   | + 13.683  | 9º      | 13    |
| 5º   | 127 | Robbin Harms       | Harms Benjan Racing      | Honda CBR600RR      | 16   | + 13.839  | 5º      | 11    |
| 6º   | 117 | Miguel Praia       | Parkalgar Honda          | Honda CBR600RR      | 16   | + 15.699  | 12º     | 10    |
| 7º   | 14  | Matthieu Lagrive   | ParkinGO Triumph BE1     | Triumph Daytona 675 | 16   | + 16.709  | 11º     | 9     |
| 8º   | 25  | David Salom        | ParkinGO BE1 Triumph     | Triumph Daytona 675 | 16   | + 17.593  | 10º     | 8     |
| 9º   | 55  | Massimo Roccoli    | Intermoto Czech          | Honda CBR600RR      | 16   | + 22.837  | 8º      | 7     |
| 10º  | 11  | Sam Lowes          | GNS Racing               | Honda CBR600RR      | 16   | + 23.092  | 17º     | 6     |
| 11º  | 3   | James Westmoreland | Came Yamaha              | Yamaha YZF R6       | 16   | + 31.189  | 15º     | 5     |
| 12º  | 99  | Fabien Foret       | Lorenzini by Leoni       | Kawasaki ZX-6R      | 16   | + 32.562  | 13º     | 4     |
| 13º  | 17  | Billy McConnell    | Came Yamaha              | Yamaha YZF R6       | 16   | + 37.623  | 16º     | 3     |
| 14º  | 31  | Vittorio Iannuzzo  | ParkinGO BE1 Triumph     | Triumph Daytona 675 | 16   | + 40.614  | 19º     | 2     |
| 15º  | 37  | Katsuaki Fujiwara  | Kawasaki Motocard.com    | Kawasaki ZX-6R      | 16   | + 40.762  | 7º      | 1     |
| 16º  | 8   | Bastien Chesaux    | Harms Benjan Racing      | Honda CBR600RR      | 16   | + 54.686  | 22º     |       |
| 17º  | 21  | Christian Iddon    | Parkalgar Honda          | Honda CBR600RR      | 16   | + 55.198  | 23º     |       |
| 18º  | 34  | Ronan Quarmby      | HANNspree Ten Kate Honda | Honda CBR600RR      | 16   | + 58.957  | 18º     |       |
| 19º  | 9   | Danilo Dell'Omo    | Kuja Racing              | Honda CBR600RR      | 16   | +1:11.342 | 21º     |       |
| 20º  | 12  | Ian Lowry          | IFS Lowe Racedays        | Yamaha YZF R6       | 16   | +1:11.723 | 25º     |       |
| 21º  | 36  | Max Hunt           | Race Lab Yamaha          | Yamaha YZF R6       | 16   | +1:38.475 | 26º     |       |
| 22º  | 18  | Mark Aitchison     | Kuja Racing              | Honda CBR600RR      | 16   | +1:41.788 | 20º     |       |
| 23º  | 10  | Imre Tóth          | Team Toth                | Honda CBR600RR      | 15   | +1 giro   | 28º     |       |

#### Ritirati
| Nº  | Pilota         | Squadra              | Motocicletta   | Giri | Griglia |
| --- | -------------- | -------------------- | -------------- | ---- | ------- |
| 110 | Jenny Tinmouth | Sorrymate.com Racing | Honda CBR600RR | 9    | 27º     |
| 29  | Alex Lowes     | Seton Interceptor    | Yamaha YZF R6  | 0    | 14º     |